# جامعة رايس
جامعة رايس (بالإنجليزية: Rice University)‏ هي جامعة أمريكية.

## مقدمة
تأسست جامعة رايس في عام 1912 تحت اسم معهد ويليام مارش رايس لتقدم الآداب والعلوم والفنون. أفتتحت رايس في 1912 كمعهد تعليم مختلط مجاني ونشأت بعد وفاة التاجر المشهور ويليام مارش رايس الذي أوصى ب4.6 مليون دولار لبناء الجامعة.
تقع في مدينة هيوستن، في ولاية تكساس، في الولايات المتحدة الأمريكية. يقع حرمها بالقرب من حي المتاحف بجانب مركز تكساس الطبي.
تتكون هيئة الطلاب من أكثر من 3700 طالب في مرحلة البكالوريوس و 2374 طالب في مرحلة الدراسات العليا في سنة 2011. توظف الجامعة 670 أستاذا وأكثر من 2100 موظف.
انتخبت رايس لرابطة الجامعات الأمريكية في عام 1985. وفي 2011، حصلت الجامعة على 115.3 مليون دولار لدراسة الأبحاث والبرامج التقنية في ميادين تكنولوجيا النانو وبحث للقلوب الصناعية وعلوم الفضاء.

## الحرم الجامعي

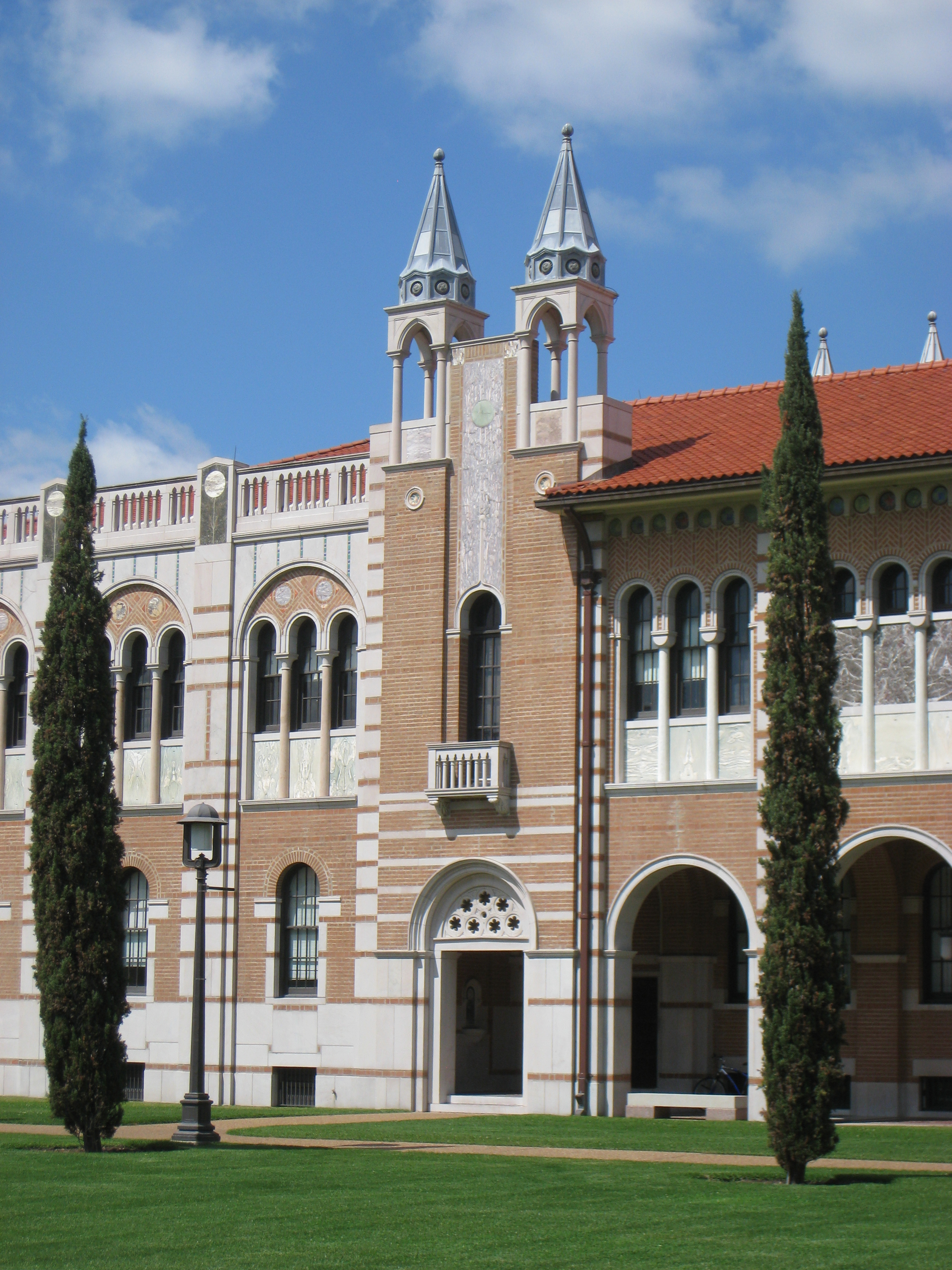
قاعة هرتزستين للفيزيا, في منتصف المربع الأكاديمي

يقع حرم جامعة رايس في 1.15 كم مربع قريب من منطقة المتاحف.
تفتخر رايس بكثرة الحياة النباتية في الحرم؛ بين المدخل الرئيسي والركن الشرقي ويمتد مشجر «لين لوري» في كل الحرم وفيه أكثر من 4000 شجرة ونبتة. ويقال أنه يوجد شجرة واحدة لكل طالب في الجامعة. وعلى الجانب الغربي حوالي 50 مبنى فقط.
أراد الرئيس الأول، «إدغار أودل لوفات»، أن تكون المباني موحدة في الطراز الهندسي. لذلك تتبع المباني فن العمارات البيزنطية، مع طوب في لون وردي أو في اللون الرملي. كثير من المباني لها قناطر وأعمِدة كبيرة. بعض المباني تخالف هذا الطراز مثلا دار القهوة «بروكستين» وقاعة «دنكن» وكلية «لوفات»
و هذه الأخيرة هي أشهر بناء في الحرم الجامعي حيث يدخل الطلاب الجدد قوسها الكبير ويخرجون من خلف نفس القوس بعد 4 سنوات عند التخرج.
ينتظم الحرم بعدد من المربعات. في منتصف المربع الأكاديمي هناك تمثال المؤسس. على جوانبه، قاعة «لوفات» الإدارية الاصلية، وقاعة «هرتزستين» للفيزيا، وقاعة «سوال» للعلوم الاجتماعية والفنون، وقاعة «رايزور» للغات، وقاعة «أندرسون» لفن العمارة وبناء الإنسانيات، ومكتبة «فوندرن». إلى الغرب يقع مربع شرقي وعليه قاعة «مكناير» لكلية إدارة الأعمال ومركز «بايكر» وقاعة «اليس برات براون» لكلية الموسيقى.
و في عام 2010، فتحت بناية باسم «تعاون بحوث علوم الحيوية» كمعهد للتفاعل بين جامعة رايس ومركز تكساس للطب وهو المركز الأكبر للعلاج وللبحوث الطبية في العالم.
هذه البناية تتكون من 10 طوابق و 447000 قدم مربع. وهناك صالة كبيرة، وقاعة المحاضرات، وأماكن للبحوث. يشترك «تعاون بحوث علوم الحيوية» في بحوث جديدة ومثيرة مع كثير من المعاهد الأكاديمية في مركز تكساس الطبي.
يسعى أساتذة جامعة رايس في بحث الكثير من المشاريع التي تفيد الطب وصحة الناس في مجلات
الهندسة الحيوية، والكيمياء الحيوية وبيولوجيا الخلايا، والكيمياء، والفيزياء والفلك، والهندسة الكهربائية، والتشخيص، والعلوم الأساسية، والمسارات العصبية، والبصريات، والطب النانوي.
الخريجون والطلاب الحاليون يتفاعلون ويبحثون في ميادين كثيرة.

## الأكاديمية
معظم الطلاب في جامعة رايس يدرسون شهادة البكلوريوس بشكل دائم. معظم البرامج تركز على الفنّ والعلوم المهنية. الخريجون والطلاب الحاليون يتفاعلون ويبحثون في ميادين كثيرة. توجد برامج مؤهلة في الهندسة وفنَ العمارة وإدارة الأعمال.
جامعة رايس سجلت 3708 طالب جامعي لشهادة البكالوريوس و 2375 لدراسة بعد البكالوريوس. تكوّن النساء 48% من الطلاب الذين يدرسون للبكالوريوس و36% من الطلاب الذين يدرسون للدكتوراه وما بعده. 51% من الطلاب الذين يدرسون للبكالوريوس هم من ولاية تكساس ولكن يجيء الطلاب من كل الولايات في الولايات المتحدة ومن 83 بلد آخرا.
استقبل مكتب القبول 15133 طلب للالتحاق للصف 2016 في سنة 2012. 1593 طالب انقبل و935 سجلوا. في صف 2016، 77% من الطلاب تخرجوا من مدارسهم الثانوية في مستوى أعلى خمسة بالمئة من صفوفهم.
الطلاب في جامعة رايس يتبعوا دستور الشرف. وفيه يوافق الطلاب على الا يغشوا في الواجبات والامتحانات.
تعتبر رايس من أحسن 17 جامعة للطلاب لمرحلة البكالوريوس في الولايات المتحدة مجلة وفقا لمجلة USNWR في 2012.

### من المعاهد والمراكز في رايس
- معهد سمالي لعلم التكنولوجيا نانو
- مركز التكنولوجيا نانو لعلوم الحياة والبيئة
- مختبر للضوئيات نانو
- معهد كوانتوم رايس
- معهد الفضاء رايس
- معهد لعلوم وهندسة الحياة
- معهد كن كنادي لتكنولوجيا المعلومات
- معهد بايكر للسياسة العامة

## التاريخ

### خلفية

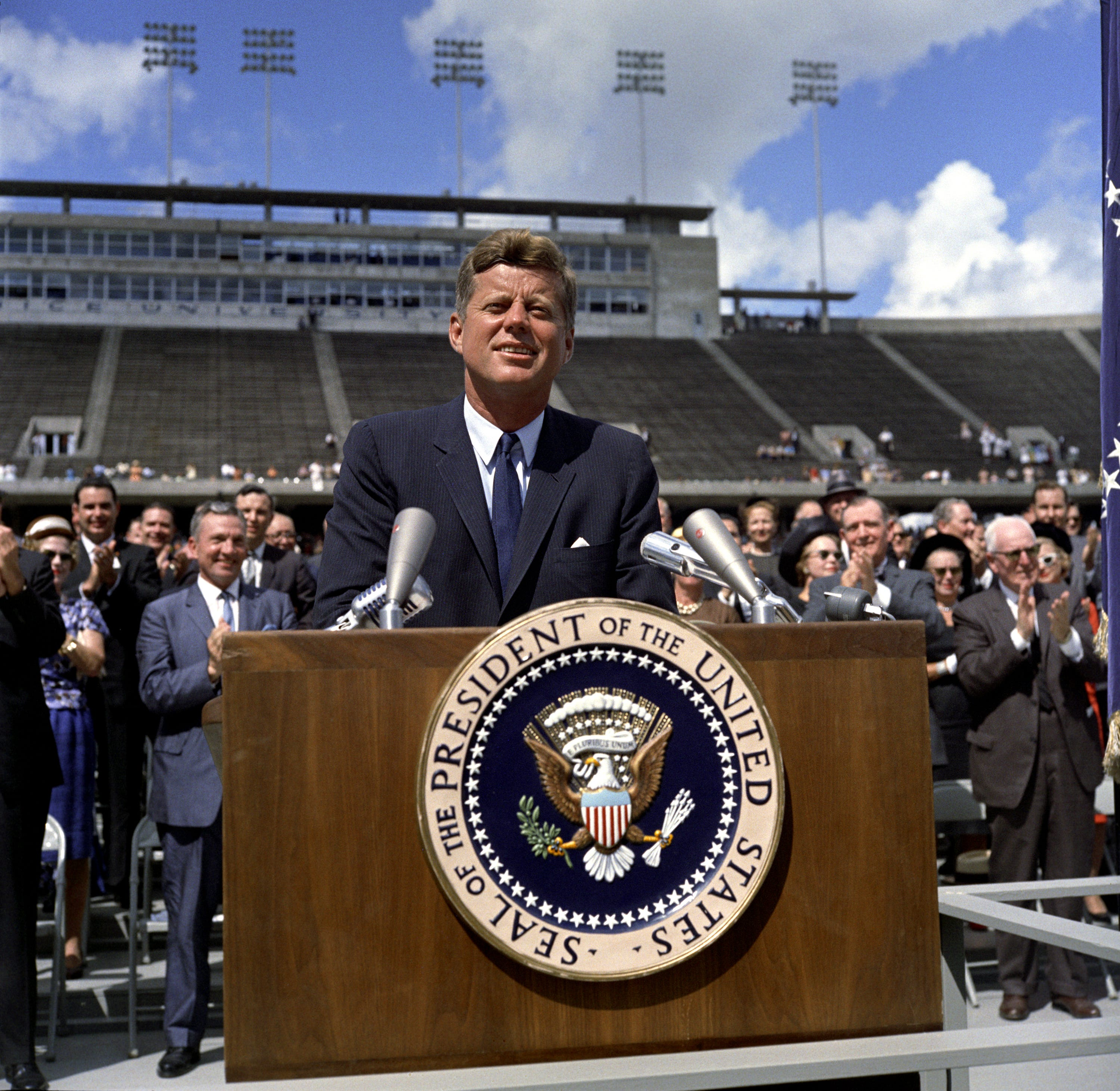
جون كينيدي خطاب في ملعب الجامعة في 1962

يبدأ تاريخ جامعة رايس بالوفاة المفاجئة لرجل الأعمال «ويليام مارش رايس» من ولاية ماسيتشوستس الأمريكية. وقد حصل على ثروته من خلال الاستثمار في العقار وتطوير خطوط السكة الحديدية وتجارة القطن في ولاية تكساس. في سنة 1891, قرر رايس أن ينشئ معهد من غير رسوم في هيوستن بعد وفاته وكتب في وصيته أن يصرف معظم ورثته لاتمام مشروع المعهد.
في صباح يوم 23 سبتمبر 1900 وجد رايس متوفي من قبل خادمه واعتقد أنه توفى في نومه. وبعد فترة قصيرة من وفاته ظهر شيك مصرفي لمبلغ كبير من المال لمحامي رايس قد وقعه رايس قبل وفاته والذي لفت انتباه موظف البنك بسبب خطأ في كتابة اسم المحامي. حينها أعلن المحامي «ألبرت باترك» أن رايس غير وصيته قبل وفاته ليترك معظم ثروته له بدلا من أن ينشئ المعهد.
بعد التحقيق من قبل المدعي العام للمقاطعة في نيويورك تم القبض على المحامي باترك وخادم رايس «تشارلز جونز»، الذي أقنع بأن يسمم رايس بمادة الكلوروفورم خلال نومه. وقد ساعد صديق رايس ومحاميه الخاص به «جايمز بايكر» في الكشف عن الوصية المزورة بتوقيع مزور. استغرقت القضية عشر سنوات لادانتهم ضد رايس. أدين باتريك في 1901.
ساعد «بايكر» في تحويل ما يساوي الآن نحو 109 مليون دولار لإنشاء ما سمي بمعهد رايس الآن. استلم مجلس الأمناء السيطرة على أموال رايس في 1904. في سنة 1907، اختار المجلس «إدغار لوفات» ليترأس المعهد الذي كان لا يزال في مرحلة التخطيط، قبل لوفات التحدي وأصبح أول رئيس للجامعة في 1912. وأجرى لوفات البحوث الكثيرة لهذا المشروع مما تضمن زيارة الجامعات في دول مختلفة قبل أن ينهي الخطط للجامعة.

### التأسيس والنمو
في عام 1911 وضع أول حجر لبناء أول مبنى للمعهد وهو مبنى الإدارة والذي سمي لوفات على اسم أول رئيس للجامعة إدغار لوفات وفي يوم ذكرى وفاة ويليام مارش رايس بدأت الصفوف في معهد ويليام مارش رايس للتقدم في الحرف والعلوم والفنون. كانت جامعة رايس فريدة من نوعها لأنها فتحت أبوابها لتسجيل النساء والرجال. وبعد ثلاث أسابيع من افتتاحها استضافت الجامعة مهرجان دولي أكاديمي للاحتفال بالافتتاح ولعرض الجامعة في الساحة العالمية.

### جون كينيدي خطاب في ملعب الجامعة في 1962
نصب تمثال برونزي لويليام مارش رايس وهو يحمل الخطط الأصلية للجامعة 1930 ونصب في ساحة الكلية الرئيسية يواجه مبنى لوفات. اقترح رئيس الجامعة لوفات نظام الكليات السكنية وتبنت الجامعة فكرة هذا النظام في 1958 حيث تأسست أربع كليات سكنية وهم «بايكر» و«ويل رايس» و«هانزن» و«وايس».في عام 1960، تغير اسم معهد رايس إلى جامعة و«يليام مارش رايس». وعملت الجامعة كوسيط مؤقت في نقل ملكية الأرض بين شركة «همبل» للنفط والتكرير و«ناسا» لإنشاء ما يعرف الآن باسم مركز «جونسن» للفضاء في 1962. وألقى الرئيس الأمريكي السابق جون كينيدي خطاب في ملعب الجامعة أعلن فيه رغبته في الوصول إلى القمر قبل أنتهاء عقد الستينات. وما زالت العلاقة بين الجامعة و«ناسا» قوية إلى اليوم.
كان سكن الجامعة فقط للرجال لأول أربعين سنة بعد تأسيس الجامعة. كلية «جونز» كانت أول كلية سكنية للنساء في جامعة رايس وثم كلية «براون». وحسب الأسطورة، بنيت كليات النساء في الشمال لتكون بعيدة عن كليات الرجال في الجنوب للمحافظة على اللباقة والأدب في الجامعة. وأصبحت الكليات مختلطة في عام 1973 و 1987. في عام 2006 أصبح العدد الإجمالي للكليات تسعة بعد بناء كليات «لوفات» و«سيد ريتشاردسن» و«مارتل».

### التاريخ الحديث
مؤتمر القمة الاقتصادية للدول الصناعية عقد في رايس في عام 1990. في عام 1993 تأسس مركز «جايمز بايكر» الثالث للسياسة العامة. في عام 1999، تم إنشاء مركز التكنولوجيا النانوية البيولوجية والبيئية.
فريق البيسبول لرايس فاز بالمركز الأول في البلاد لأول مرة في عام (1999)، وعقد المركز الأول لمدة ثمانية أسابيع. في عام 2008، أصدر رئيس الجامعة «ديفد ليبرون» خطته ذات العشر نقاط تتحدث عن خطط لزيادة التمويل للبحوث، لتعزيز وتقوية البرامج الموجودة حاليا، ولزيادة التعاون.
وأدت هذه الخطة إلى موجة أخرى من البناء في الجامعة مما يشمل مركز البحوث البيولوجية التعاونية الذي افتتح حديثا ومركز الترفيه الجديد وملعب كرة السلة المجدد وإضافة كليتين سكنيتين جديدتين. وفي آخر عام 2008 بدأت الجامعة في بحث اندماج مع كلية «بايلر» للطب. في الوقت الحالي بعض طلبة جامعة رايس يتمتعون بقبول مضمون لكلية «بايلر» للطب من خلال برنامج رايس – بايلر.

## حياة الطلاب

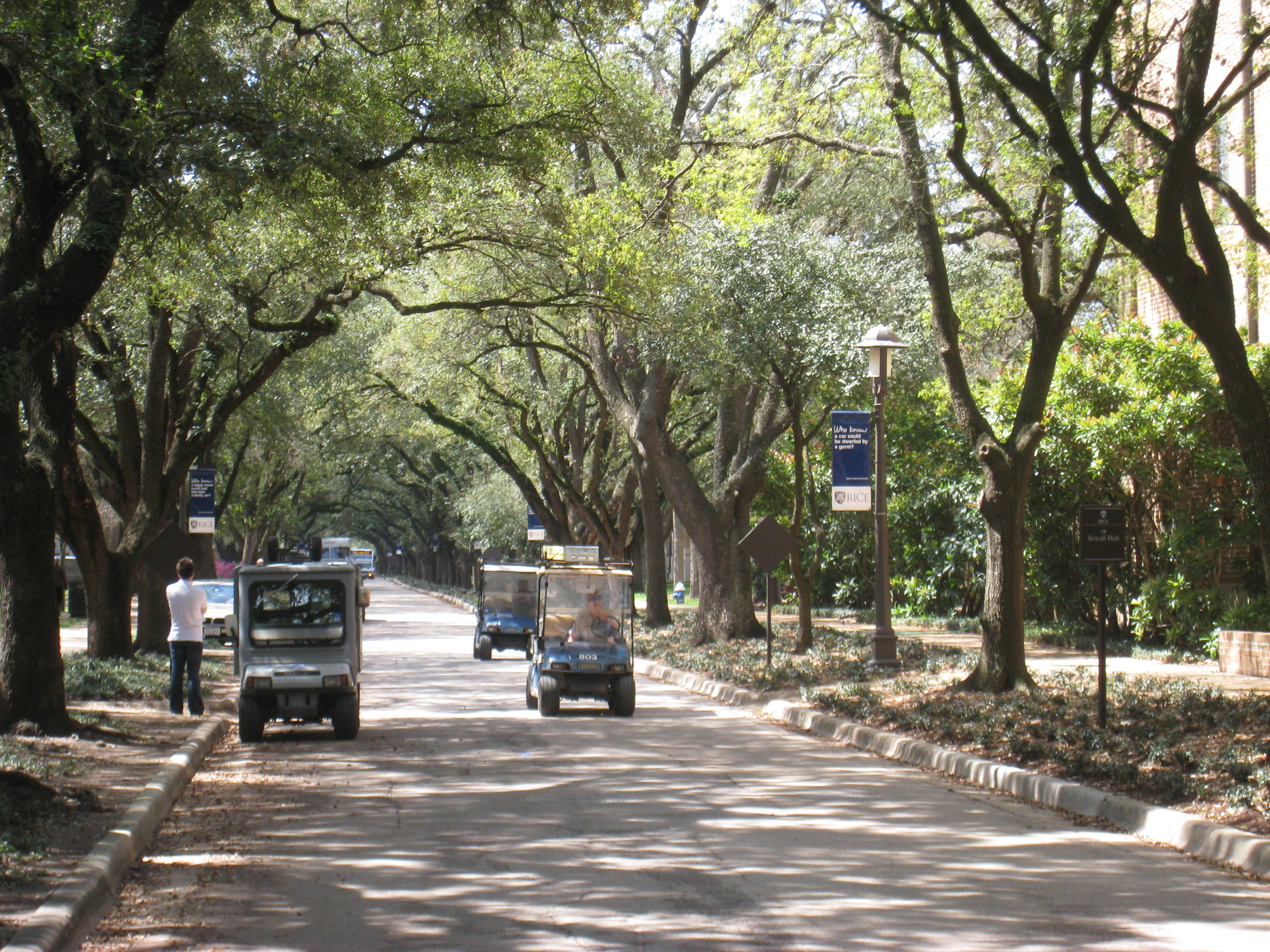
("حياة الطلاب")

### الكليات السكنية
أقترح الرئيس الأول، «أدغار أودال لوفت»، نظام رايس على مثال نظام الكليات السكنية في جامعتين «كامبريدج» و«أوكسفرد». وفي 1957 أسست إدارة جامعة رايس نظام الكليات السكنية في الجامعة.
الآن هناك إحدى عشرة كلية سكنية في جامعة رايس وأسماؤهم: «بايكر»، «ويل رايس»، «لوفت»، «وايس»، «هانسن»، «مارتل»، «سد رتشاردسون (سد رتش)»، «براون»، «جونز»، «دنكان»، و«مكمورتري». «كليات بايكر»، «ويل رايس»، «لوفت»، «وايس»، «هانسن»، «وسد رتش» هم في جنوب الجامعة، و«براون»، «جونز»، «دنكن»، «مكمورتري»، و«مارتل» في الشمال. يوضع الطلاب في الكليات عشوائيا.
نجد أن طلاب رايس مرتبطون بكلياتهم بشكل قوي طوال وقتهم في رايس وأيضاً بعد أن يتخرجوا. هناك مسابقات بين الكليات خلال السنة الدراسية. المسابقة الكبرى تسمى "بير بايك في شهر مارس. وفي الأسبوع الذي يقع قبل المسابقة يقوم طلاب الكلية بمقالب ضد الكليات الأخرى. وهناك سباق مراحل بين كل الكليات.
كل كلية لها لون أو لونين خاص بها.

### تقاليد الجامعة

#### بير بايك
بير بايك (يعني ركوب الدراجة) تقليد كبير ومشهور في جامعة رايس. بير بايك سباق دراجة وشرب بين كليات الجامعة. يقام في ربيع كل سنة. كان في عام 1957، أول بير بايك في رايس، ويعني أن كل كلية تتسابق مع مجموعة تتكون من عشرة راكب للدراجة وعشرة شارب. كل راكب يركب حول الحلبة مرّة واحدة ثم يتبادل مع راكب آخر. قبل التبادل، يجب أن يشرب واحد من الشاربين كوب البيرة أو الماء.

### المؤسسات الجامعية
في الجامعة هناك بعض المؤسسات المهمة وهي:
- مقهى رايس

بدأ مقهى رايس في كلية «هانسن» في الدور العلوي، وتقع «ويني» غرفة الدراسة في الطابق الرابع في الجزء القديم من المبنى. بعد ذلك انتقل المقهى إلى الطابق السفلي ولكن أغلق بسبب الفيضان. تأسست مقهى رايس في 1990 في الحرم الجامعة وذلك بإرادة الطلاب. مقهى رايس هي منظمة غير- ربحية ويعمل فيها فقط طلاب.
- حانة ويلي

حانة ويلي هي الحانة الجامعية التي يعمل فيها فقط الطلاب وتقع في طابق سفلي في معهد رايس وفتحت في 1975. اختار اسم حانة الطلاب إجلالاً مؤسس الجامعة، و«يليام مارش» رايس. في 1986، رفعت حكومة تكساس عمر للشارب.و في عام 1995، بدأت راس بإصلاح الحانة بسبب الحريق.
- حانة فالهالا

حانة فالهالا حانة غير- ربحية تقع تحت قاعة كيك. هذه حانة معهد لحياة اجتماعية لطلاب الدراسات العليا. حانة تعطيهم مكان يشعرون فيها براحة بعد يوم طويل جداً ويتحدثون عن حزنهم في بحوث الدراسات العليا. بالإضافة، فالهالا جزء مهم.

### المؤسسات الطلابية
المؤسسات الطلابية في «رايس» تتكون من الصحيفة الطالبية («رايس ثراشر»)، والغنة الإذاعية («رايس رايديو»)، والغنة التلفيزونية. RTV5 الثلاثة مؤسسات يوجدن في بناية الطلاب.RMC «رايس» أيضاً بيت لمؤسسات جريدية مثل «مفتوح» و«الحقاز» منذ 2008.
بعض المؤسسات التي يديرها الطلاب هي:
- جريدة «رايس ثراشر»

الجريدة «رايس ثراشر» تنشر كل يوم جمعة وتحسب واحدة من احسن الصحف الجامعية للطلاب في استعراض «برينستون».توزع «الثراشر» في جميع أنحاء الحرم الجامعي، وعلى بعض الشركات المحلية القريبة من رايس، ولها موقع على شبكة الكلية في الإنترنت. تعرف «الثرشر» لإبلاغها عن الأخبار الجامعية وصفحتها المفتوح للآراء. وقد فازت بالعديد من الجوائز.
- محطة تلفزيون RTV5

RTV5 هي إدارة شبكة تلفزيونية تعرض كقناة 5 في الحرم الجامعي.
- مجلة الأدب «مراجعة رايس»

«مراجعة رايس»، تعرف أيضاً باسم R2، يديرونها الطلاب سنويا. وهي مجلة أدبية في جامعة رايس وتنشر النثر والشعر، والقصص الإبداعية التي كتبها الطلاب، وأبضاً تنشر المقابلات بين الطلاب والأشخاص المهمين في الجامعة. تأسست «مراجعة رايس» في عام 2004.
- محطة راديو KTRU
- مجلة «الرايس ستاندرد»
- مجلة «مفتوح»

## الرياضة

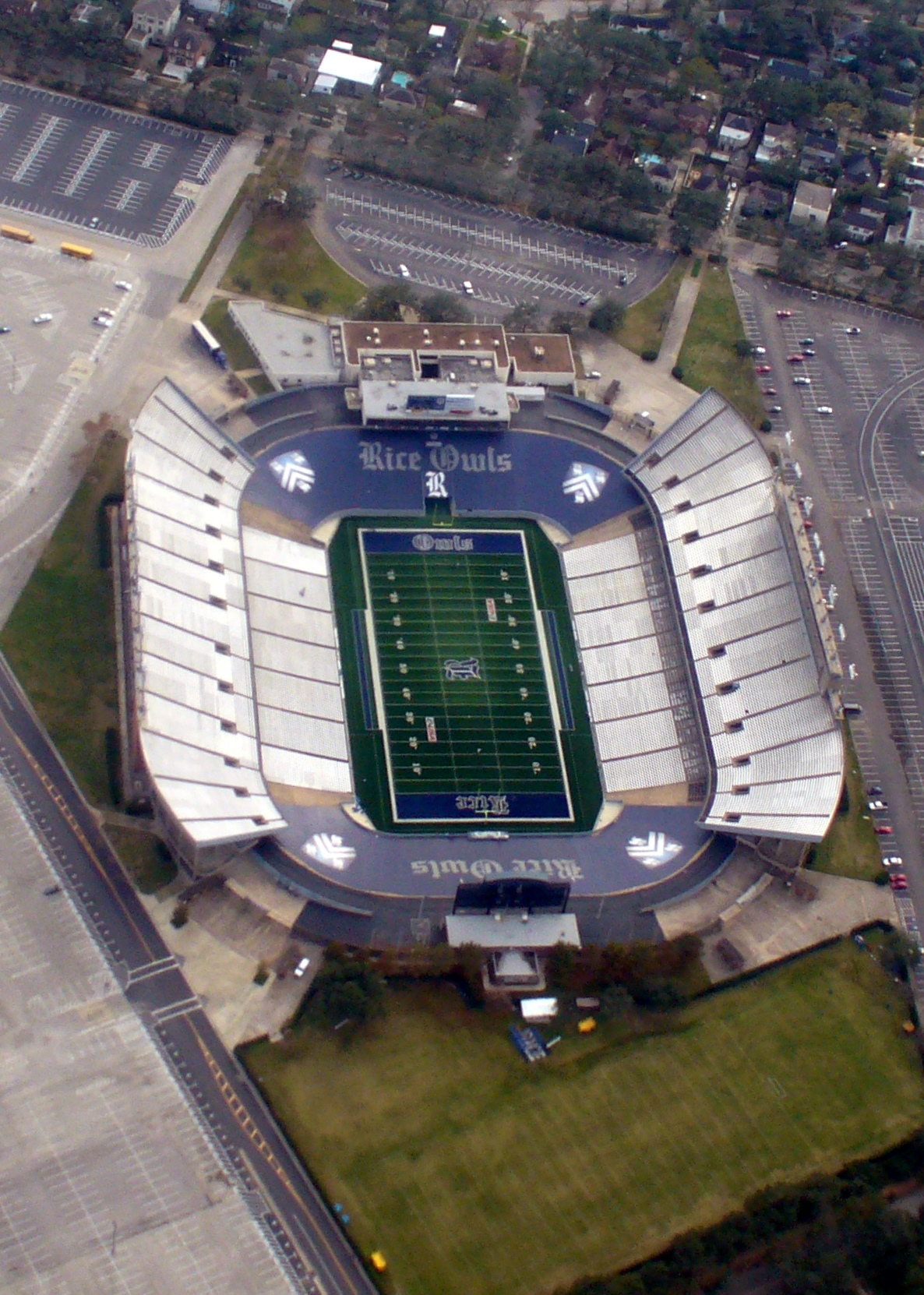
ملعب رايس لكرة القدم الأمريكية

تشترك رايس في قسم NCAA I الرياضي وهي جزء من Conference USA وتعتبر رايس ثاني أصغر جامعة، من حيث عدد القبول الجامعي، في قسم NCAA I لكرة القدم الأمريكي.

### كرة القاعدة
فاز فريق رايس لكرة القاعدة في التصفيات الجامعية العالمية لعام 2003 على جامعة ستانفورد وكان هذا هو الفوز الوحيد الوطني للفريق الرياضي لرايس. لعب الفريق في جامعة رايس في "Reckling Park" منذ عام 2000 ولمدة عشرة سنوات متتالية، فاز الفريق في 14 بطولات في ثلاث مجموعات مختلفة.

### كرة القدم الأمريكية
في عام 2006 تأهل فريق كرة القدم الأمريكية إلى أول "Bowl game" منذ 1961 وفي 22 من ديسيمبر عام 2006 لعبت رايس ضد جامعة تروي في "New Orleans Bowl" في ولاية لويزيانا وخسر فريق رايس 41 إلى 17. تعاقدت جامعة رايس مع «تود غرايهم» ليعمل كالمدرّب الرئيسي في نفس السنة وهو بدأ في إحياء برنامج كرة القدم الأمريكية. ثمّ في عام 2007 تعاقدت رايس مع السيد «دايفذ بيلف» ليعمل كالمدرّب الرئيسي الجديد وهو ما زال يعمل في جامعة رايس إلى الآن. الفرقة الموسيقية للفرق الرياضية لجامعة رايس (MOB) تعزف أيضاً في ملعب رايس. وفي عام 2008 فاز الفريق في 9 مباريات وخسر 3 مباريات وفي النهاية فازت رايس ضد جامعة ميشيغان الغربية 38-14 في مباراة "Texas Bowl".

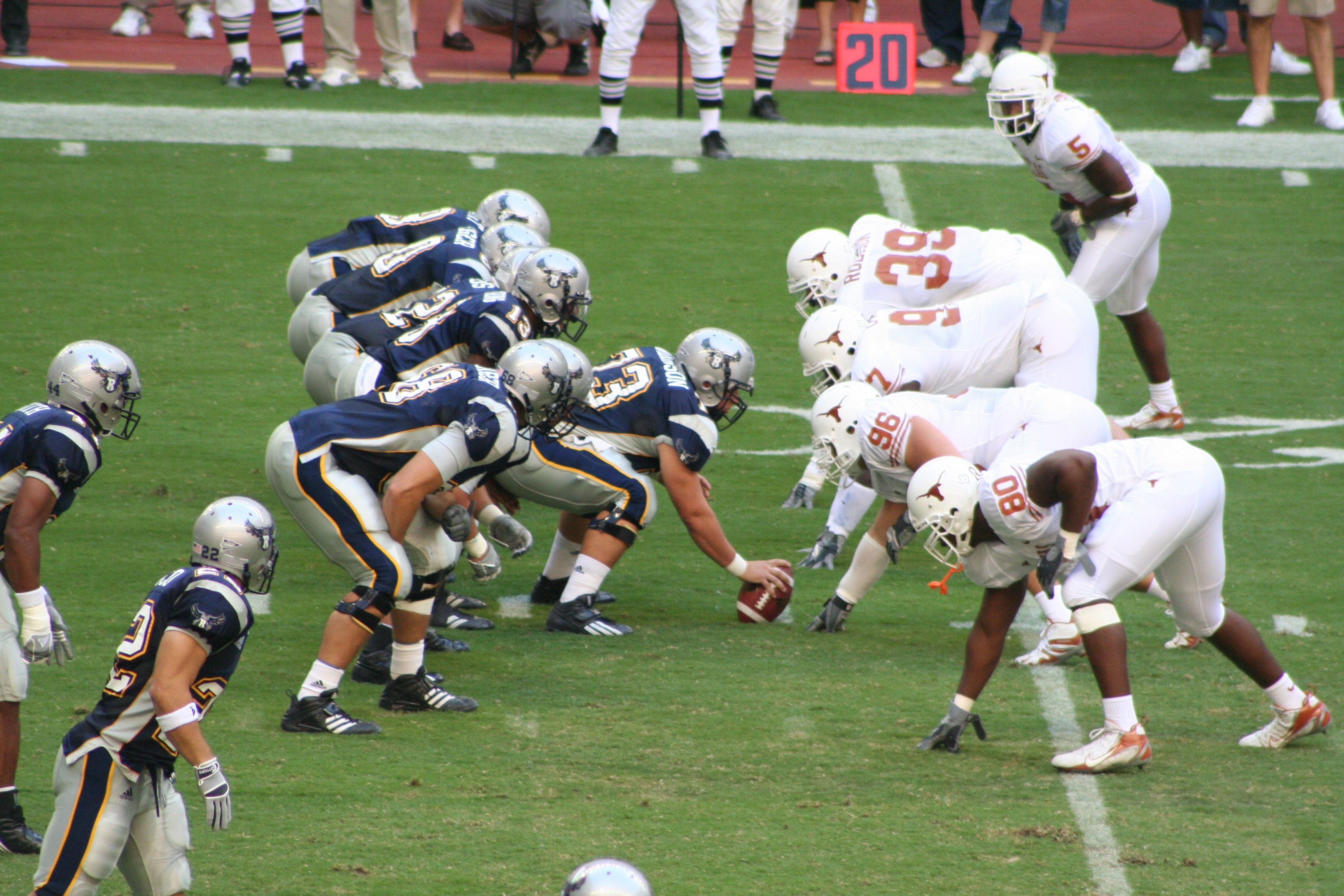
جامعة رايس في مواجهة مع "تكساس لونغورنز"

فريق ريس ضد جامعة تكساس

### كرة السلة
فاز الفريق الرجالي لكرة السلة لجامعة رايس في 10 مسابقات على باقي الفرق الرياضية في مجموعتهم من سنة 1918 إلى 1980. تعاقدت جامعة رايس مؤخراً مع المدرّب «بن براون» وهو المدرّب الرئيسي لجامعة كاليفورنيا في بركلي ليكون مدرّباً لفريق كرة السلة في عام 2008 وذلك ليعقب المدرّب السابق «ولس ويلسن».

### الرياضة النسائية
في السنوات الأخيرة نجحت رايس في مجال الرياضة النسائية وفي الموسم 2004-2005 الرياضي، أرسلت رايس الفرق النسائية لكرة الطائرة وكرة السلة وكرة القدم كلٍ إلى مبارياتهم النهائية في "NCAA". وفي الموسم 2005-2006 الرياضي، تقدمت كلٍ من الفرق النسائية لكرة القدم وكرة السلة والتنس على باقي الفرق المتنافسة وكان هناك 5 لاعبات يتنافسون في مجال الجري. وفي عام 2001 فاز فريق السباحة للسيّدات لأول مرّة في تاريخ جامعة رايس وأُعتبر هذا الفوز عظيماً لأنّ جامعة رايس ليس عندها فريق للغوص.

### المشجعون
تميمة جامعة رايس هو البومة «سامي». في السنين الماضية، كانت جامعة رايس تحتفظ بعدة بوّم في الجامعة بجانب كلية «لفت» ولكن هذه الممارسة قد انتهت بسبب معارضة الناس على طريقة العناية بالبوّم.
يوجد في جامعة رايس فريق من المشجعين يتكون من 12 عضواً وفريق من الراقصات، وهذين الفريقين يشتركان في كل المباريات طوال السنة.